# Phil Kelso
Philip Wade „Phil“ Kelso (* 25. Mai 1871 in Largs, Schottland; † Februar 1935 in London) war ein schottischer Fußballtrainer.
Kelso begann seine Trainerkarriere in Schottland bei Hibernian Edinburgh. 1904 übernahm er die in die First Division aufgestiegene Mannschaft von Woolwich Arsenal, die heute als FC Arsenal bekannt ist. Dort gelang ihm zwei Mal in Folge der Einzug ins Halbfinale des FA Cups, jedoch blieb Erfolg in der Liga aus.
Als Kelso sein Engagement bei Arsenal 1908 beendete, kehrte er nach Schottland zurück, um dort ein Hotel zu betreiben. Allerdings blieb er nur kurze Zeit, bevor er 1909 den Trainerposten beim FC Fulham übernahm. Mit einer Amtszeit von 15 Jahren ist er der Trainer mit der längsten Verweildauer des Vereins. Interessanterweise beerbte Kelso bei beiden Trainerstationen in England jeweils Harry Bradshaw.
Nachdem Kelso 1924 seinen Posten abgab, eröffnete er in Hammersmith einen Pub. Später wurde er zudem Vorsitzender der Football League Managers and Secretaries Association.
| Personendaten    | Personendaten               |
| ---------------- | --------------------------- |
| NAME             | Kelso, Phil                 |
| ALTERNATIVNAMEN  | Kelso, Philip Wade          |
| KURZBESCHREIBUNG | schottischer Fußballtrainer |
| GEBURTSDATUM     | 25. Mai 1871                |
| GEBURTSORT       | Largs, Schottland           |
| STERBEDATUM      | Februar 1935                |
| STERBEORT        | London, England             |